# 피츠나우-리기 철도
피츠나우-리기 철도(독일어: Vitznau-Rigi-Bahn)는 루체른 호수 기슭의 피츠나우에서 리기까지 운행하는 스위스 표준궤 랙 철도이다. 1871년에 리기반에 의해 건설되었으며, 현재 리기 철도, 산 반대편을 달리는 아트-리기 철도, 그리고 베기스-리기 칼바트 케이블카(루프트자일반 베기스-리기 칼바트, LWRK)가 소유하고 있다.

## 역사
피츠나우-리기 철도(VRB)는 1871년 5월 21일 리기반이자, 유럽 최초의 산악 철도로 개통되었다. 유럽 최초의 랙 철도는 1870년 오스터문디겐의 채석장에서 이미 개통되었다. 채석장은 1871년 10월에야 마케팅 목적으로 공식적으로 개통되었다. 피츠나우-리기 철도는 엔지니어 니클라우스 리겐바흐, 페르디난드 아돌프 네프에 의해 건설되었다. 그리고 올리비에 솅케. 처음에는 피츠나우(해발 439m)에서 칼트바트(1453 masl)를 거쳐 리기 슈타펠회헤(1550 masl)까지만 달렸다. 1873년 6월 27일 철도는 리기 쿨름(1752 masl)까지 확장되었다. 이 구역은 VRB가 양보하지 않은 슈비츠주에 있다. 트랙은 ARB에 속했고 VRB에서 임대했다. 노선은 대부분 단일 선로이지만, 이 노선은 1874년부터 프라이베르겐의 요청 정류장에서 리기 칼트바트-피르스트까지 복선이었다.
리기반은 초창기 여름에만 문을 열었다. 겨울 스포츠가 점차 발전하여 겨울 운영이 시작되었다.
1875년에 완성된 리기 샤이덱에서 리기-칼트바트-샤이덱-반까지 가는 협궤 철도(리기-칼트바트-샤이덱 철도, RSB)가 칼트바트에서 시작되었다. 이 철도는 1931년에 폐쇄되었으며, 1942년에 마침내 중단되었다. 베기스의 베기스-리기 칼바트 케이블카(루프트자일반 베기스-리기 칼트바트, LWRK)는 역시 리기 철도에서 운영하며 1968년부터 칼트바트에서 종료되었다.
피츠나우-리기 철도(공식적으로 1970년 1월 1일부터 피츠나우-리기-반으로 불림)는 리기 스태펠에서 1875년부터 아트-골다우에서 운영되어 온 아트-리기 철도의 선로와 연결된다. VRB는 다음을 달리는 선로를 사용했다. 리기 쿨름의 공통 터미널에 대한 ARB의 트랙과 평행하다. 두 철도는 한때 엄격하게 분리되어 경쟁자였다. 유일한 연결은 리기 쿨름에 있는 공동 창고 건물 앞의 환승 테이블이었다. 1990년이 되어서야 리기 슈타펠의 ARB와 VRB 사이에 연결 트랙이 건설되었다. 이것이 1992년에 완료된 합병의 시작이었다.
VRB는 1937년에 전기 트랙션으로 전환되었고 피츠나우-리기 쿨름 노선에 가공선이 세워졌다. 프라이베르겐의 횡단기는 1959년에 랙 철도 포인트 세트로 대체되었다. 1961년 칼트바트에서도 동일한 일이 발생했다. 이러한 지점 세트는 2000년과 2012년에 새로운 시스템으로 대체되었다. 2012년에는 칼트바트의 역 단지가 완전히 새로워지고 두 번째 플랫폼 선로가 설치되었다. 칼트바트의 역 건물은 철거되었다. 새로운 건물의 건설은 2014년 5월에 시작되어 2014년 9월에 완료되었다. 새로운 칼바트역 건물은 2015년 3월 1일에 취임했다.

## 기술 자료
철도에는 다음과 같은 기술 데이터가 있다.

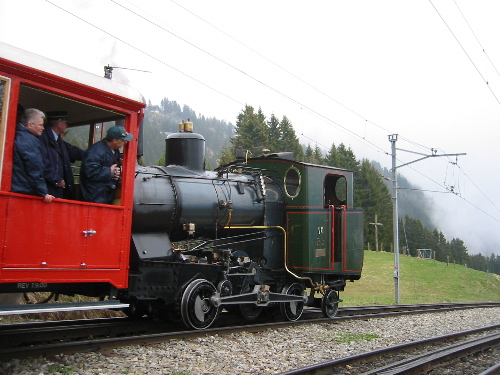
리기-칼트바드의 증기기관차

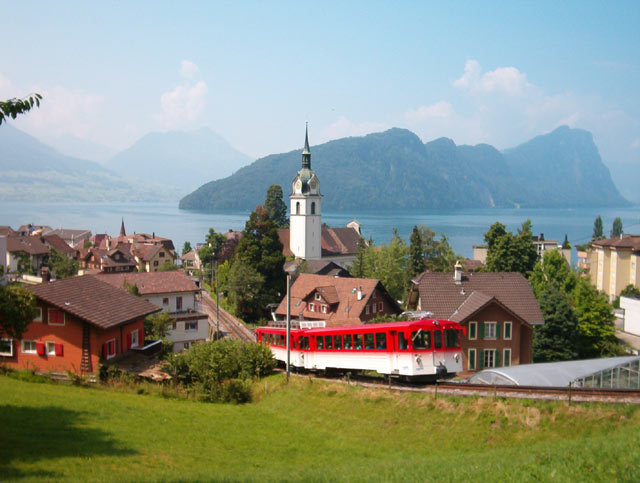
피츠나우 직후 VRB 차량

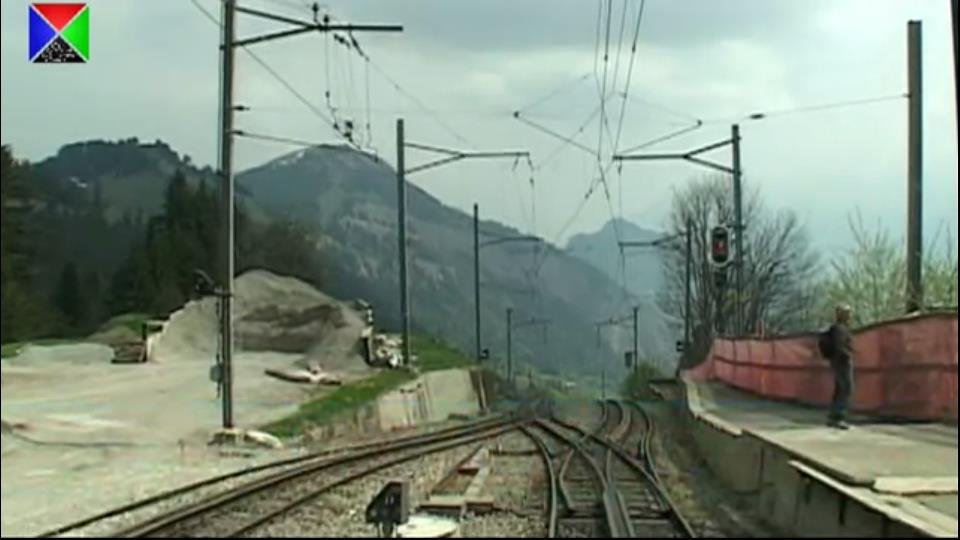
피츠나우-리기 철도는 2012년 기준, 칼트바드에 위치

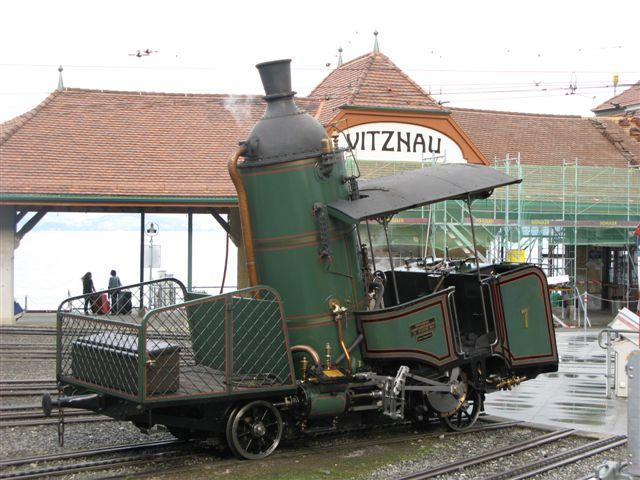
리겐바흐 랙 시스템의 피츠나우 리기 철도 증기기관차

### 전자체계
| 전기 작동 소개  | 1937년 10월 3일   |
| 전기 작동 장비: | 3개의 정류기 설비 |
| 3상 전류 공급:  | 15 kV/50 Hz       |
| DC 볼트:        | 1,500 V           |
| 정류 전원:      | 4,000 kW          |

### 속도
| 증기 기관차                   | 9 km/h     |
| 상승:                         | 18/23 km/h |
| 하강:                         | 12/14 km/h |
| 피츠나우–리기 쿨름 이동 시간: | 30분       |
| 용량:                         | 850명/h    |

## 차량
- 331kW 전기기관차 1대(18호)
- 330kW 전기자동차 4대(1~4호)
- 752kW 전기 자동차 1대(5호)
- 824kW 전기 푸시풀 세트 2개(21–22번)
- 309kW의 제설기 1대(자체 추진 아님)
- 340kW 증기기관차 2대(16-17호)
- 승용차 9대
- 화물차 13대, 관용차, 제설차 등